# Guitar Hero
Guitar Hero é um jogo eletrônico de ritmo musical desenvolvido pela Harmonix e publicado pela RedOctane para o console de videogame Playstation 2. É o primeiro jogo da série Guitar Hero. Guitar Hero foi lançado em 8 de novembro de 2005 na América do Norte, 7 de abril de 2006 na Europa e 15 de junho de 2006 na Austrália. O desenvolvimento do jogo foi um resultado da colaboração entre RedOctane e Harmonix para trazer um jogo semelhante ao GuitarFreaks para a América do Norte.
O jogo apresenta um controlador de jogo em forma de guitarra (semelhante a uma miniatura Gibson SG) que o jogador usa para simular a reprodução da música rock. A jogabilidade é semelhante a do GuitarFreaks, em que o jogador pressiona os botões do controlador na hora em que as notas musicais se deslocam no ecrã do jogo. O jogo apresenta covers de 30 canções populares de rock abrangendo cinco décadas do rock, de 1960 até 2005, além de faixas bônus de artistas independentes. Guitar Hero tornou-se uma surpresa positiva, ganhando críticas e elogios e também ganhando muitos prêmios por parte das principais publicações de videogames, e foi considerado um dos jogos mais influentes da primeira década do século XXI. O jogo lançou o sucesso da franquia Guitar Hero, com mais de dois bilhões de dólares em vendas, várias sequências, expansões, e outros produtos relacionados ao jogo.

## Jogabilidade
A jogabilidade do Guitar Hero é similar à jogabilidade de outros jogos musicais, em que o jogador precisa pressionar os botões do controlador na hora em que as notas musicais se deslocam no ecrã do jogo para completar a música. A mecânica básica é baseada na do jogo da Konami GuitarFreaks. No caso do Guitar Hero, o jogador pode usar tanto a guitarra periférica (uma cópia escala 3/4 da guitarra Gibson SG que já vem empacotada com o jogo ou uma versão de terceiros) quanto o controlador padrão para tocar as notas deslocadas. A guitarra periférica tem cinco botões trastes coloridos que ficam perto da pestana do pescoço da guitarra, uma barra para dedilhar e uma alavanca de distorção no corpo da guitarra. O periférico também possui outros botões com o objetivo de navegar pelos menus do jogo. A música é mostrada na tela através de uma série de notas, combinando em cor e posição com os botões trastes, que se deslocam para baixo em uma escala. Para atingir ou tocar uma nota, o jogador deve segurar pressionado o botão traste correspondente à nota mostrada na tela e dedilhar a barra que está no corpo da guitarra no mesmo momento em que a nota passa por uma área marcada na tela. Séries rápidas de notas podem ser tocadas no controle guitarra usando técnicas hammer-on e pull-off em que o jogador não precisa dedilhar cada nota. O jogo suporta uma alternação na lateralidade da guitarra, permitindo que tanto destros quanto canhotos possam utilizar o controle guitarra. Um jogador utilizando o controlador padrão simplesmente deve pressionar os botões correspondentes às notas exibidas conforme descrito no manual do jogo.
O jogador ganha pontos ao acertar corretamente notas, acordes e sustentações. O jogador também pode aumentar um multiplicador de pontos ao tocar séries de notas consecutivas com sucesso. Um "Rock Meter" mede a performance do jogador baseado no sucesso ou fracasso de notas acertadas, e se o medidor descer muito baixo a música irá terminar prematuramente em fracasso para o jogador. O jogador também pode conseguir "Star Power" ao tocar perfeitamente uma série de notas brilhantes em forma de estrela e usando a alavanca de distorção durante sustentações. Uma vez que o medidor de Star Power atinge pelo menos a metade, o Star Power pode então ser ativado com uma breve inclinação da guitarra verticalmente ou pressionando um botão específico no controlador padrão. A ativação do Star Power irá dobrar o multiplicador de pontos e facilitará o crescimento do Rock Meter ao tocar notas corretamente. Com isso, o jogador pode estrategicamente usar o Star Power para jogar as seções mais difíceis de uma música em que eles falhariam de outra forma.

### Modos e outras características
O modo de jogo principal do Guiter Hero é o Carrer Mode (modo carreira), em que o jogador e uma banda dentro do jogo viajam por várias áreas de performance fictícias e executam conjuntos de quatro ou cinco músicas. Completar músicas neste modo desbloqueia as músicas para serem tocadas em outros modos de jogo. Os jogadores podem escolher seus personagens de palco e suas guitarras; estes elementos não afetam a jogabilidade do jogo mas afetam os visuais durante a performance. No Carrer Mode, os jogadores podem ganhar dinheiro através de suas performances, que é resgatável na loja do jogo, onde conteúdo bônus, como músicas adicionais, guitarras e finalizações, pode ser desbloqueado. O modo Quick Play (jogo rápido) permite o jogador a jogar qualquer faixa desbloqueada, selecionando a dificuldade, o personagem, o local e a guitarra. Depois de completar uma música com sucesso tanto no modo Carrer Mode ou Quick Play, o jogador recebe uma pontuação e uma classificação entre três e cinco estrelas, dependendo de seu desempenho geral.
O modo Multiplayer oferece a dois jogadores a oportunidade de competir um contra o outro na mesma música. Duas escalas irão aparecer na tela, uma para cada jogador, então eles alternarão as seções tocadas da música em uma forma de duelo. O jogador com a maior pontuação ao final da música ganha.
Os quatro níveis de dificuldade para cada música oferece ao jogador um item a mais de aprendizado, para ajudá-lo no progresso de sua habilidade. O primeiro nível de dificuldade, Easy (fácil), foca apenas nos três primeiros botões trastes, enquanto mostra uma quantidade significativamente reduzida de notas para o jogador tocar. Medium (médio) introduz um quarto botão traste, enquanto adiciona mais notas, e Hard (difícil) inclui o último botão traste e mais notas. Expert não introduz nenhuma outra traste para aprendizado, mas adiciona mais notas em uma maneira desenvolvida para desafiar o jogador.

## Desenvolvimento

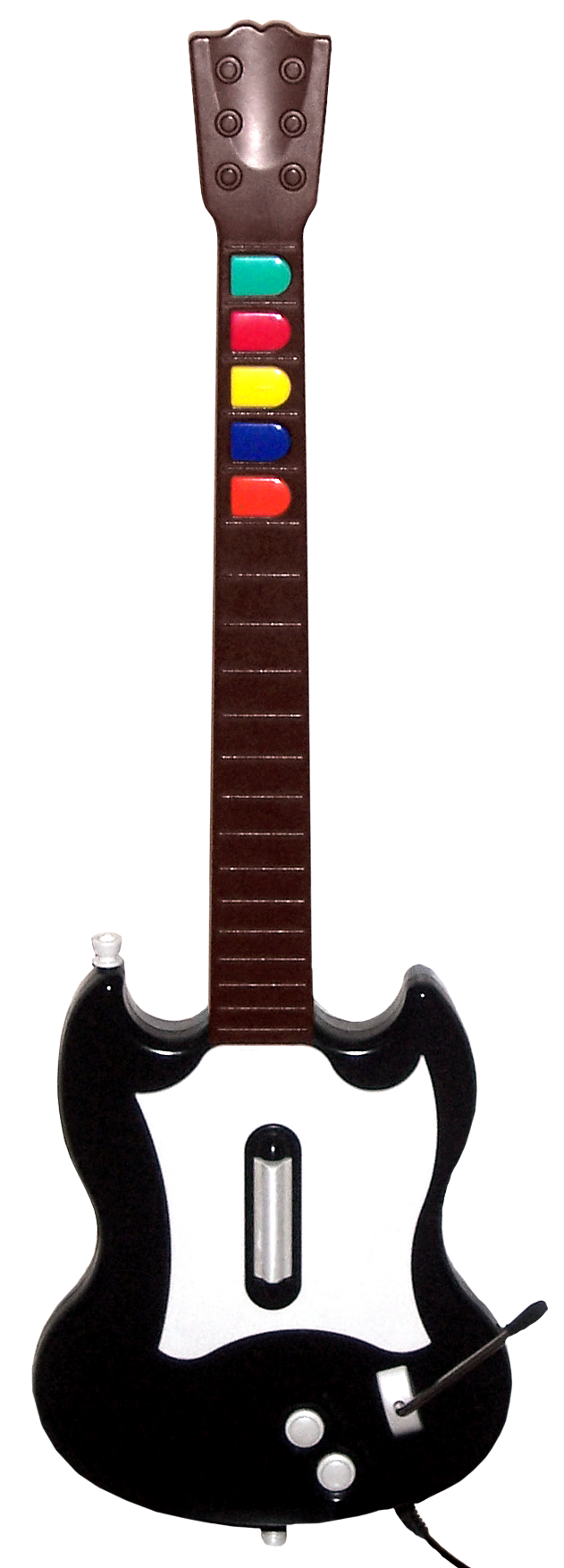
O controle que vem empacotado com o jogo, uma cópia de escala aproximadamente 3/4 da guitarra Gibson SG.

De acordo com Ron Kay, um desenvolvedor da Harmonix, a ideia de Guitar Hero foi inspirada diretamente pelo jogo arcade GuitarFreaks da Konami, onde o jogador usa um controlador em forma de guitarra para interagir com o jogo. Neste tempo, GuitarFreaks não teve muita exposição na América do Norte. A RedOctane estava fazendo tapetes de dança para jogos como Dance Dance Revolution para consoles domésticos e também operou um serviço de aluguel de vídeo online semelhante ao Netflix. Kai e Charles Huang da RedOctane reconheceram a popularidade do GuitarFreaks no Japão através de seu serviço de aluguel, e planejaram criar controladores guitarras para trazer o jogo para a América do Norte. Os Huangs levantaram $1.75 milhões para o reforço, apesar de terem sido recusados por alguns investidores que "acharam [a ideia] muito estranha". Greg Fischbach, um dos fundadores da Acclaim Entertainment, observou, lamentavelmente anos mais tarde, que eles foram longe demais com o Guitar Hero, questionando: "Quem vai comprar um periférico como esse?" Os Huangs fizeram uma proposta à Harmonix (que já havia feito anteriormente videogames musicais como Frequency, Amplitude e Karaoke Revolution) de fazer um videogame baseado em guitarras para estes controladores. Com um orçamento de cerca de um milhão de dólares (em que Kay observou que foi "muito pouco para um videogame"), as duas companhias trabalharam juntas para desenvolver Guitar Hero. Kay observou que "Ninguém tinha nenhuma noção que isso ia ser um sucesso massivo; nós só achamos que iria ser divertido de fazer." O presidente da Harmonix Alex Rigopulos também afirmou que o ex-vice-presidente de publicação de jogos da Microsoft Ed Fries indiretamente influenciou na criação do jogo, pois ele havia dito anteriormente à Harmonix quando eles estavam lançando Frequency para a Microsoft que nenhum jogo musical/de ritmo iria fazer sucesso sem um hardware personalizado para o jogo, incitando o Rigopulos a investigar a oportunidade do Guitar Hero quando ele surgiu.
A equipe logo se deu conta de que "o controle era realmente o tipo de mágica para o que ele queria fazer". Eles identificaram três aspectos da jogabilidade que eles sentiram que fez o jogo se destacar. Estes aspectos incluem a combinação das notas e a capacidade de performance criada ao usar a alavanca de distorção ou ao inclinar a guitarra dentro do jogo. O terceiro aspecto foi o uso do Star Power "para dar um pouco mais de profundidade ao jogo - um valor de repetição, algum interesse a mais às pessoas para elas jogarem algo além de apenas acertar as notas". A Harmonix usou controles de terceiros feitos para GuitarFreaks que já estavam no mercado em desenvolvimento para o jogo até a RedOctane preparar protótipos para o controle de Guitar Hero. O controle inicialmente possuía botões trastes sensíveis à pressão para parecer uma guitarra de verdade, mas a ideia foi desistida pois deixava a jogabilidade muito complexa. A ideia de usar a alavanca de distorção para impulsionar o Star Power, em adição de alterar a tonalidade das notas sustentáveis, foi pensada apenas um mês antes de completarem o jogo. A equipe havia gastado "tempo de desenvolvimento e recursos preciosos" para criar um modelo de estilo livre que permitisse os jogadores a improvisar durante as músicas, mas foi cortado pois eles não conseguiram trabalhar este recurso com a jogabilidade existente.
"Faixas Gem", o padrão de notas para uma canção, foram desenvolvidas por uma equipe na Harmonix, tomando pelo menos um dia para desenvolver as faixas para uma canção. As faixas foram desenvolvidas para incluir notas chave para "fazer [o jogador] sentir como se [ele] fosse um músico brilhante".

## Recepção
Guitar Hero recebeu, de modo geral, críticas positivas. O agregador Metacritic, que cria uma nota a partir de uma média aritmética ponderada, indica uma nota de 91/100 baseado em 65 resenhas, indicando "aclamação universal". Já no GameRankings, o jogo tem uma aprovação de 91,96% baseado em 77 resenhas.
O portal IGN elogiou a "trilha sonora fantástica" e o "ótimo periférico"; mais tarde, o mini-controlador Gibson SG também recebeu uma boa análise do portal, que o considerou como o atrativo do jogo. O GameSpot reiterou a qualidade do controlador e da trilha sonora, afirmando que o título era possivelmente o "melhor jogo de ritmo já feito". Muitas análises elogiaram a curva de aprendizado gradual do jogo e a abordagem por meio da progressão do nível e da configuração de dificuldade de cada canção. Já a revista britânica Play comentou que o jogo oferece aos praticantes de air guitar uma chance de viver suas fantasias de rock 'n' roll". Por outro lado, alguns aspectos do jogo foram questionados. O contribuinte da GameSpy, Phil Theobald, mencionou a duração longa das canções como um ponto negativo, principalmente quando o jogador "atinge a marca de três minutos ou mais". Kristan Reed da Eurogamer afirmou que o jogo teria sido "incrível" se houvesse a presença dos artistas originais e de maior qualidade de estrelas internacionais.
Logo após o lançamento, Guitar Hero se tornou um sucesso inesperado; foi o segundo título de PlayStation 2 mais vendido em fevereiro de 2006, de acordo com a companhia NPD Group. As vendas totalizaram 45 milhões de dólares em 2005. Desde então, o título vendeu até dezembro de 2007 cerca de 1,53 milhão de cópias. O sucesso do jogo gerou uma franquia de um bilhão de dólares, incluindo sete sequências em vários consoles e vários outros títulos derivados.No entanto, a Harmonix não está mais envolvida no desenvolvimento desta, devido à sua aquisição pela MTV. Desde então, a companhia desenvolveu o Rock Band.